# Comissão Consultiva para os Assuntos das Regiões Autónomas
Comissão Consultiva para os Assuntos das Regiões Autónomas era um organismo, previsto no artigo 236.º da versão originária (1976) da Constituição da República Portuguesa, que funcionava junto do Presidente da República como órgão específico de consulta para as questões respeitantes à autonomia regional dos Açores e da Madeira. A Comissão foi extinta pela 1.ª revisão constitucional, operada pela Lei Constitucional n.º 1/82, de 30 de Setembro, sendo as suas funções de verificação da legalidade cometidas ao Tribunal Constitucional.

## Objectivos
Competia à Comissão emitir parecer sobre as seguintes matérias:
1. A solicitação do Ministro da República, acerca da legalidade dos diplomas emanados dos órgãos regionais;
2. A solicitação dos presidentes das assembleias regionais, acerca da conformidade das leis, dos regulamentos e de outros actos dos órgãos de soberania com os direitos das regiões consagrados nos estatutos.
3. Emitir parecer sobre as demais questões relativas às regiões autónomas, cuja apreciação lhe fosse solicitada pelo Presidente da República, pelo Governo, pelos Ministros da República para as regiões autónomas ou pelos órgãos regionais.
4. Emitir parecer sobre as questões cuja apreciação lhe seja atribuída pelos estatutos regionais ou por outras leis.

Apesar da sua natureza consultiva, a Comissão não podia ser solicitada a dar parecer sobre projectos ou propostas de lei, de decreto-lei ou de diploma regional, funcionando antes como um órgão de verificação subsequente da legalidade e constitucionalidade.

## Composição
Comissão Consultiva para os Assuntos das Regiões Autónomas era composta por:
- Um cidadão de reconhecido mérito, que presidirá, designado pelo Presidente da República;
- Dois cidadãos de reconhecido mérito e comprovada competência em matéria jurídica designados pela Assembleia da República;
- Um cidadão de reconhecido mérito jurídico designado pelo parlamento açoriano;
- Um cidadão de reconhecido mérito jurídico designado pelo parlamento madeirense;

Só podiam ser designados membros da Comissão cidadãos elegíveis para a Assembleia da República e os seus membros só podiam ser reconduzidos por uma vez.

## Enquadramento jurídico
A Comissão Consultiva para os Assuntos das Regiões Autónomas tinha enquadramento constitucional directo, estando prevista no artigo 236.º da versão originária (de 1976). A sua composição e funcionamento foi regulada pelo seguinte diploma:
- Lei n.º 61/77, de 25 de Agosto — Regulamenta a Comissão Consultiva para os Assuntos das Regiões Autónomas.

## História institucional
Após a entrada em vigor da Lei n.º 61/77, de 25 de Agosto, procedeu-se à nomeação dos membros da Comissão. A escolha recaiu nas seguintes personalidades:
- Capitão-de-fragata Vasco Fernando Leote de Almeida e Costa, nomeado pelo Presidente da República para o cargo de presidente da Comissão (Decreto n.º 119/77, 14 de Setembro). Renunciou ao cargo por Declaração publicada no Diário da República n.º 145/81, I série, de 27 de Junho de 1981.
  - Substituído na presidência da Comissão pelo vice-almirante Henrique Afonso da Silva Horta (Decreto n.º 83-A/81, de 7 de Julho).
- Dr. Eduardo Paz Ferreira, designado pela Assembleia da República (Resolução n.º 116/78, de 22 de Julho). Renunciou ao cargo.
  - Dr. José Manuel San-Bento Meneses, designado pela Assembleia da República em substituição do anterior (Resolução n.º 34/79, de 2 de Fevereiro);
- Dr. Luís Gallego, designado pela Assembleia da República (Resolução n.º 116/78, de 22 de Julho).
- Dr. José Faustino de Sousa, então adjunto do Procurador da República em Ponta Delgada, designado pela Assembleia Regional dos Açores (Resolução n.º 2/78/A de 19 de Janeiro). Este membro renunciou ao cargo perante a Assembleia Regional (conforme Declaração publicada no Diário da República n.º 125/78, I série, de 1 de Junho de 1978).
  - Em substituição do anterior foi designado o licenciado Francisco Manuel de Medeiros Bettencourt (Resolução n.º 7/78/A, de 21 de Julho). Este membro renunciou ao cargo perante a Assembleia Regional (Comunicação de renúncia publicada no Diário da República n.º 16/79, I série, 19 de Janeiro de 1979);
  - Em substituição do anterior foi designado o licenciado Emanuel António de Melo Sousa (Resolução n.º 1/79/A, de 24 de Fevereiro);
- Dr. Manuel Filipe Correia de Jesus, designado pela Assembleia Regional da Madeira (Resolução n.º 1/78/M, de 24 de Agosto). A Comissão Consultiva para os Assuntos das Regiões Autónomas deliberou considerar que este seu vogal designado pela Assembleia Regional da Madeira, Dr. Manuel Filipe Correia de Jesus, estava abrangido por incompatibilidade legal de funções por haver sido eleito deputado à Assembleia da República (Declaração publicada no Diário da República n.º 291/80, I série, de 18 de Dezembro de 1980).
  - Em substituição do anterior, foi designado o Dr. Guilherme Henrique Valente Rodrigues da Silva (Resolução n.º 1/81/M, de 13 de Março).

A Comissão foi extinta pela 1.ª revisão constitucional, operada pela Lei Constitucional n.º 1/82, de 30 de Setembro, sendo as suas funções de verificação da legalidade cometidas ao Tribunal Constitucional.